# Elezioni regionali in Puglia del 2010
Le elezioni regionali italiane del 2010 in Puglia si sono tenute il 28 e 29 marzo. Esse hanno visto la vittoria del presidente uscente Nichi Vendola, sostenuto dal centro-sinistra, che ha sconfitto Rocco Palese, sostenuto dal centro-destra.

## Affluenza
Il corpo elettorale per le elezioni del 28, 29 marzo 2010 risultava composto da 3.553.587 elettori. Alla chiusura dei seggi l'affluenza definitiva si è attestata al 63,19%, in calo rispetto al 2005 del 7,30%.
| Provincia             | Affluenza | Variazione |
| --------------------- | --------- | ---------- |
| Puglia                | 63,19%    | 7,30%      |
| Bari                  | 63,39%    | 5,91%      |
| Brindisi              | 65,58%    | 4,91%      |
| Foggia                | 59,11%    | 7,69%      |
| Lecce                 | 65,42%    | 6,05%      |
| Taranto               | 61,68%    | 14,06%     |
| Barletta-Andria-Trani | 64,13%    | 6,42%      |

## Risultati
|                                  | Nichi Vendola ✔️ Presidente | 1 036 638            | 48,69 | Partito Democratico              | 410 395   | 20,76 | 19 |  |  |
| Sinistra Ecologia Libertà        | Nichi Vendola ✔️ Presidente | 1 036 638            | 48,69 | 192 604                          | 9,74      | 9     |    |  |  |
| Italia dei Valori                | Nichi Vendola ✔️ Presidente | 1 036 638            | 48,69 | 127 865                          | 6,47      | 5     |    |  |  |
| La Puglia per Vendola            | Nichi Vendola ✔️ Presidente | 1 036 638            | 48,69 | 109 382                          | 5,53      | 5     |    |  |  |
| Federazione della Sinistra - FdV | Nichi Vendola ✔️ Presidente | 1 036 638            | 48,69 | 64 441                           | 3,26      | –     |    |  |  |
| Lista Bonino-Pannella            | Nichi Vendola ✔️ Presidente | 1 036 638            | 48,69 | 6 005                            | 0,30      | –     |    |  |  |
|                                  | Rocco Palese                | 899 590              | 42,25 | Il Popolo della Libertà          | 615 064   | 31,11 | 20 |  |  |
| La Puglia Prima di Tutto         | Rocco Palese                | 899 590              | 42,25 | 139 379                          | 7,05      | 4     |    |  |  |
| I Pugliesi per Rocco Palese      | Rocco Palese                | 899 590              | 42,25 | 95 070                           | 4,81      | 2     |    |  |  |
| AdC-PLI-DC-CeA                   | Rocco Palese                | 899 590              | 42,25 | 11 047                           | 0,56      | –     |    |  |  |
| Popolari UDEUR                   | Rocco Palese                | 899 590              | 42,25 | 9 125                            | 0,46      | –     |    |  |  |
| Partito Pensionati               | Rocco Palese                | 899 590              | 42,25 | 4 777                            | 0,24      | –     |    |  |  |
| Seggio di coalizione             | Seggio di coalizione        | Seggio di coalizione | 42,25 | 1                                |           |       |    |  |  |
|                                  | Adriana Poli Bortone        | 185 370              | 8,71  | Unione di Centro                 | 128 542   | 6,50  | 4  |  |  |
| Io Sud - MpA                     | Adriana Poli Bortone        | 185 370              | 8,71  | 57 901                           | 2,93      | –     |    |  |  |
|                                  | Michele Rizzi               | 7 376                | 0,35  | Partito di Alternativa Comunista | 5 834     | 0,30  | –  |  |  |
| Totale                           | Totale                      | 2 128 974            | 100   |                                  | 1 976 981 | 100   | 69 |  |  |
|                                  |                             |                      |       |                                  |           |       |    |  |  |
| Schede bianche                   | Schede bianche              | 44 300               | 1,97  |                                  |           |       |    |  |  |
| Schede nulle                     | Schede nulle                | 116 438              | 5,19  |                                  |           |       |    |  |  |
| Votanti                          | Votanti                     | 2 245 412            | 63,19 |                                  |           |       |    |  |  |
| Elettori                         | Elettori                    | 3 553 587            |       |                                  |           |       |    |  |  |
|                                  |                             |                      |       |                                  |           |       |    |  |  |
| Fonte: Ministero dell'interno    |                             |                      |       |                                  |           |       |    |  |  |

1. ↑  Include candidati del Partito Socialista Italiano.
2. ↑  Include candidati del Movimento Politico Schittulli.

## Consiglieri eletti
| Collegio              | Lista                   | Lista                     | Eletto                        | Preferenze |
| --------------------- | ----------------------- | ------------------------- | ----------------------------- | ---------- |
| Puglia                |                         | Centrosinistra            | Nichi Vendola                 |            |
| Puglia                |                         | Centrodestra              | Rocco Palese                  |            |
| Bari                  |                         | Partito Democratico       | Nicola Canonico               | 16.680     |
| Bari                  | Mario Cosimo Loizzo     | Partito Democratico       | 16.521                        |            |
| Bari                  | Antonio Decaro          | Partito Democratico       | 14.190                        |            |
| Bari                  | Gerardo De Gennaro      | Partito Democratico       | 13.218                        |            |
| Bari                  | Guglielmo Minervini     | Partito Democratico       | 12.108                        |            |
| Bari                  |                         | Italia dei Valori         | Giacomo Olivieri              | 14.695     |
| Bari                  | Lorenzo Nicastro        | Italia dei Valori         | 4.044                         |            |
| Bari                  |                         | Sinistra Ecologia Libertà | Onofrio Introna               | 7.447      |
| Bari                  | Michele Ventricelli     | Sinistra Ecologia Libertà | 6.003                         |            |
| Bari                  | Michele Losappio        | Sinistra Ecologia Libertà | 4.631                         |            |
| Bari                  |                         | La Puglia per Vendola     | Angelo Di Sabato              | 6.143      |
| Bari                  | Alfonsino Pisicchio     | La Puglia per Vendola     | 5.811                         |            |
| Bari                  |                         | Il Popolo della Libertà   | Massimo Cassano               | 18.692     |
| Bari                  | Michele Boccardi        | Il Popolo della Libertà   | 13.153                        |            |
| Bari                  | Domenico Lanzilotta     | Il Popolo della Libertà   | 11.302                        |            |
| Bari                  | Giammarco Surico        | Il Popolo della Libertà   | 10.369                        |            |
| Bari                  | Ignazio Zullo           | Il Popolo della Libertà   | 10.147                        |            |
| Bari                  | Antonio Camporeale      | Il Popolo della Libertà   | 10.106                        |            |
| Bari                  |                         | I Pugliesi                | Davide Bellomo                | 9.093      |
| Bari                  |                         | La Puglia Prima di Tutto  | Salvatore Greco               | 7.588      |
| Bari                  |                         | Unione di Centro          | Peppino Longo                 | 13.388     |
| Barletta-Andria-Trani |                         | Partito Democratico       | Ruggiero Mennea               | 8.388      |
| Barletta-Andria-Trani | Filippo Caracciolo      | Partito Democratico       | 7.706                         |            |
| Barletta-Andria-Trani |                         | Sinistra Ecologia Libertà | Franco Pastore                | 3.990      |
| Barletta-Andria-Trani |                         | Il Popolo della Libertà   | Nicola Marmo                  | 16.120     |
| Barletta-Andria-Trani | Giovanni Alfarano       | Il Popolo della Libertà   | 12.678                        |            |
| Brindisi              |                         | Partito Democratico       | Fabiano Amati                 | 10.024     |
| Brindisi              | Giuseppe Romano         | Partito Democratico       | 6.264                         |            |
| Brindisi              | Giovanni Epifani        | Partito Democratico       | 5.380                         |            |
| Brindisi              |                         | Italia dei Valori         | Lorenzo Caiolo                | 2.901      |
| Brindisi              |                         | Sinistra Ecologia Libertà | Toni Matarrelli               | 4.904      |
| Brindisi              |                         | La Puglia per Vendola     | Giovanni Brigante             | 2.467      |
| Brindisi              |                         | Il Popolo della Libertà   | Maurizio Nunzio Cesare Friolo | 9.074      |
| Brindisi              | Pietro Iurlaro          | Il Popolo della Libertà   | 7.817                         |            |
| Brindisi              |                         | La Puglia Prima di Tutto  | Franco De Biasi               | 5.761      |
| Foggia                |                         | Partito Democratico       | Elena Gentile                 | 9.315      |
| Foggia                | Francesco Ognissanti    | Partito Democratico       | 7.913                         |            |
| Foggia                | Leonardo Marino         | Partito Democratico       | 6.987                         |            |
| Foggia                | Sergio Clemente         | Partito Democratico       | 5.728                         |            |
| Foggia                |                         | Italia dei Valori         | Orazio Schiavone              | 3.322      |
| Foggia                |                         | Sinistra Ecologia Libertà | Giuseppe Lonigro              | 5.904      |
| Foggia                | Arcangelo Sannicandro   | Sinistra Ecologia Libertà | 4.815                         |            |
| Foggia                |                         | La Puglia per Vendola     | Anna Nuzziello                | 1.939      |
| Foggia                |                         | Il Popolo della Libertà   | Giandiego Gatta               | 13.928     |
| Foggia                | Lucio Rosario Tarquinio | Il Popolo della Libertà   | 11.804                        |            |
| Foggia                | Leonardo Di Gioia       | Il Popolo della Libertà   | 8.004                         |            |
| Foggia                |                         | Unione di Centro          | Giovanni De Leonardis         | 8.052      |
| Lecce                 |                         | Partito Democratico       | Sergio Blasi                  | 15.102     |
| Lecce                 | Loredana Capone         | Partito Democratico       | 11.039                        |            |
| Lecce                 | Antonio Maniglio        | Partito Democratico       | 8.757                         |            |
| Lecce                 | Enzo Russo              | Partito Democratico       | 7.025                         |            |
| Lecce                 |                         | Italia dei Valori         | Aurelio Gianfreda             | 2.486      |
| Lecce                 |                         | Sinistra Ecologia Libertà | Donato Pellegrino             | 2.894      |
| Lecce                 | Luigi Calò              | Sinistra Ecologia Libertà | 2.545                         |            |
| Lecce                 |                         | La Puglia per Vendola     | Dario Stefano                 | 10.965     |
| Lecce                 |                         | Il Popolo della Libertà   | Saverio Congedo               | 14.683     |
| Lecce                 | Roberto Marti           | Il Popolo della Libertà   | 14.369                        |            |
| Lecce                 | Mario Domenico Vadrucci | Il Popolo della Libertà   | 9.619                         |            |
| Lecce                 | Antonio Barba           | Il Popolo della Libertà   | 9.021                         |            |
| Lecce                 |                         | I Pugliesi                | Antonio Buccoliero            | 7.210      |
| Lecce                 |                         | La Puglia Prima di Tutto  | Andrea Caroppo                | 7.561      |
| Lecce                 |                         | Unione di Centro          | Totò Negro                    | 6.557      |
| Taranto               |                         | Partito Democratico       | Michele Pelillo               | 15.072     |
| Taranto               | Donato Pentassuglia     | Partito Democratico       | 14.703                        |            |
| Taranto               | Michele Mazzarano       | Partito Democratico       | 6.340                         |            |
| Taranto               | Anna Rita Lemma         | Partito Democratico       | 4.828                         |            |
| Taranto               |                         | Italia dei Valori         | Patrizio Mazza                | 2.098      |
| Taranto               |                         | Sinistra Ecologia Libertà | Cosimo Borraccino             | 3.717      |
| Taranto               | Cosimo Brunetti         | Sinistra Ecologia Libertà | 3.289                         |            |
| Taranto               |                         | La Puglia per Vendola     | Francesco Laddomada           | 2.329      |
| Taranto               |                         | Il Popolo della Libertà   | Gianfranco Giovanni Chiarelli | 13.335     |
| Taranto               | Arnaldo Sala            | Il Popolo della Libertà   | 10.629                        |            |
| Taranto               | Pietro Lospinuso        | Il Popolo della Libertà   | 9.621                         |            |
| Taranto               |                         | Unione di Centro          | Antonio Scalera               | 4.010      |